# Lumpatan
Lumpatan is een bestuurslaag in het regentschap Musi Banyuasin van de provincie Zuid-Sumatra, Indonesië. Lumpatan telt 4807 inwoners (volkstelling 2010).